# Кожино (ОКАТО 19 220 876 014)
Кожино — деревня в Вологодском районе Вологодской области.
Входит в состав Старосельского сельского поселения (с 1 января 2006 года по 8 апреля 2009 года входила в Пудегское сельское поселение), с точки зрения административно-территориального деления — в Пудегский сельсовет.
Расстояние до районного центра Вологды по автодороге — 44 км, до центра муниципального образования Стризнево по прямой — 18 км. Ближайшие населённые пункты — Янгосарь, Корытово, Карповское.